# Archeologische vindplaats Veldwezelt-Hezerwater
De Archeologische vindplaats Veldwezelt-Hezerwater is de naam van een archeologische opgraving in de Belgische deelgemeente Veldwezelt, gelegen in de gemeente Lanaken. De opgraving leverde bewijs op voor de aanwezigheid van neanderthalers in dit gebied. 
Het terrein is gelegen tussen Veldwezelt en Maastricht (ter hoogte van de Maastrichtse wijken Dousberg-Hazendans en Daalhof), aan de oostzijde van het Albertkanaal. Sinds 2002 zijn er grootschalige leemafgravingen in dit gebied. 
Bij het beekje Hezerwater in Veldwezelt organiseerde het Laboratorium voor Prehistorie (Pierre M. Vermeersch) van de Katholieke Universiteit Leuven onder leiding van Patrick M.M.A. Bringmans van 1998 tot 2003 zes archeologische opgravingscampagnes in de leemgroeve Vandersanden. De opgravingen werden uitgevoerd in nauwe samenwerking met het Gallo-Romeins Museum in Tongeren en het Instituut voor het Archeologisch Patrimonium (IAP) van de Vlaamse Gemeenschap, de gemeenten Lanaken en Riemst en de stad Maastricht.

## Opgravingen

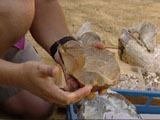
Vuursteen

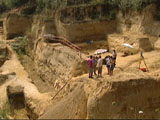
Leemgroeve Vandersanden

De opgravingen leverden archeologische resten op van vermoedelijk ten minste vier verschillende neanderthalerjachtkampen in de vallei van het Hezerwater, een bijrivier van de Maas. Een vijfde neanderthalsite kan geïnterpreteerd worden als een open vuursteengroeve. 
Hieruit werd duidelijk dat de neanderthaler in de Lage Landen niet enkel aanwezig was in de warmste fasen van het interglaciaal, maar ook in de wat koelere fasen. De neanderthaler ging vrijwel dagelijks op jacht naar de grote zoogdieren, die in kuddes door het landschap trokken. Die dieren waren enkel in de periode van de steppetoendra aanwezig, dus wanneer het relatief koel was, maar niet echt koud. 
De precieze invloed die de omgevingsfactoren zoals het paleoklimaat en de beschikbaarheid van vuursteen op de aanwezige stenen gereedschappen uitoefenden, zal nog verder geëvalueerd moeten worden. Deze niet-culturele factoren hebben mogelijk een zeer grote, zo niet bepalende rol gespeeld. Men kan stellen dat de neanderthaler niet enkel door migratie, maar ook op een culturele (technologische) manier wist te reageren op het wisselende klimaat.

### Stratigrafie en ouderdom
De oudere sites van Veldwezelt-Hezerwater bevinden zich onder de Rocourtbodem, een complex van paleobodems uit de Eemien en vroeg-Weichselien interstadialen, en worden daarom gedacht uit het Laat-Saalien te dateren. Men neemt aan dat de sedimenten tijdens het laatste interstadiaal van deze ijstijd, het zgn Zeifen-interstadiaal zijn afgezet (ongeveer 133.000 jaar BP). Deze interpretatie is gebaseerd op de stratigrafische opbouw van het profiel, er werden geen verdere ouderdomsbepalingen verricht.

### Archeologische betekenis van de oudere sites
Met deze ouderdom zijn de oudere sites van Veldwezelt-Hezerwater te beschouwen als de oudste aanduidingen van de aanwezigheid van de neanderthaler in Vlaanderen. Het zijn tevens de oudste in-situbewoningssporen in België. 
De archeologische resten bevinden zich voornamelijk op de hellingen van een zijvallei van het Hezerwater dat bijwijlen drooggestaan moet hebben. Fossiele resten van neanderthalers zijn niet aangetroffen. Dat het om deze mensensoort gaat wordt uitsluitend afgeleid uit de artefacten (bepaalde typen stenen werktuigen) in combinatie met de aangenomen ouderdom.
In de afzettingen onder de Rocourtbodem zijn op twee sites (VLL-site en VLB-site) niet-Levallois klingindustrieën aanwezig die voornamelijk op de hellingen van het zijdal aangetroffen worden. Klingindustrieën zijn in het Europese midden-paleolithicum van vóór het laatste interglaciaal (Eemien) zeer zeldzaam. Opmerkelijk is dat de natuurlijke convexiteit van de langwerpige kernen ten volle benut werd om aan klingproductie te doen. De neanderthalers zijn hier meermaals op dezelfde plek gekomen om in het grindbed van het Hezerwater en het achterliggende rivierterras naar vuursteen te zoeken. Dit wordt duidelijk geïllustreerd door de vele geteste kernen die gevonden zijn. De oudere sites moeten dan ook als openlucht vuursteen-extractieplaatsen beschouwd worden.

### Jongere vondstcomplexen
De jongere VBLB-site dateert waarschijnlijk uit het einde van het Odderade-interstadiaal van het vroege Weichselien, vermits deze site werd aangetroffen in de bovenste grijsachtige bodemhorizont van de Rocourtbodem. Dit maakt deze ongeveer 85.000 jaar oud is. Kenmerkend hiervan is dat naast een productieplek voor stenen werktuigen, gekenmerkt door de aanwezigheid van relatief veel afslagmateriaal, ook een werktuiggebruikszone voor allerlei andere activiteiten aangeduid kan worden.
Op de TL-R-site, de TL-GF-site en TL-W-site (alle drie ongeveer 58.000 jaar BP) en op de WFL-site (ongeveer 50.000 jaar BP) worden de stenen werktuigen gekenmerkt door het tegelijkertijd aanwezig zijn van Levallois-producten en Quina-Moustérienwerktuigen.

### Fauna
Resten van flora en fauna zijn belangrijk omdat zij iets vertellen over het milieu en klimaat van de periode en daarmee iets over de omstandigheden waarin de mensen geleefd hebben. 
Op de latere sites (TL-R, TL-GF en TL-W) zijn naast stenen werktuigen ook botten van een typisch glaciale fauna aangetroffen (Midden-Weichselien). 
De macrofauna-resten van de jongste site (WFL) bestaan uit botten en kiezen van paard, wolharige neushoorn, rendier, wisent en mammoet. Er werden ook botten van de holenleeuw en de grottenhyena aangetroffen. Zelfs een hol van een dergelijke hyena was aanwezig. Deze site werd bewoond gedurende een periode van de laatste ijstijd waarin het klimaat vrij gunstig was. Dat bewijzen resten van dassen, mollen en kikkers.

## Recreatiefunctie van het gebied
De afgravingen legden een grote druk op de recreatiefunctie van dit grensgebied, dat veel door de bewoners van de aanliggende Maastrichtse wijken wordt gebruikt. Voor de Belgische bevolking daarentegen heeft het minder invloed, omdat er niemand woont, het is een soort niemandsland. In 2007 is juist ten noorden van het gebied de grensoverschrijdende golfbaan van de Golfclub Maastricht gerealiseerd.
De opgravingssite is nu ingericht zodat drie verticale leemwanden permanent overkapt zijn met een staalstructuur. De site is open voor bezoek met gidsen.